# カメガエル
カメガエル（Myobatrachus gouldii）は、両生綱カメガエル科カメガエル属に分類されるカエル。本種のみでカメガエル属を構成し、カメガエル属はカメガエル科の模式属。

## 分布
オーストラリア（西オーストラリア州南西部

## 形態
体長6センチメートル。頭部は小型。前肢は大型で、指は幅広く鋤状になる。
卵は非常に大型で、直径0.74ミリメートルとオーストラリアに分布する両生類では最大とされる。

## 生態
開けた森林や砂丘にある密生した藪地などに生息する。主にシロアリの蟻塚の中で見つかることが多いが、倒木の下や岩の下で見つかることもある。無尾目の構成種は通常後肢の突起を使って地中に潜るが、本種は前肢を使って頭から地中に潜ることができる。
食性は動物食で、シロアリを食べる。
繁殖形態は卵生。繁殖は降雨が引き金になり、大雨の後にオスは頭部だけを地表に出して鳴き声を上げる。地下1-1.2メートルの深さに40個の卵を産む。卵の中で幼生になり、変態して幼体になってから孵化する（直接発生。